# Ковънт Гардън (квартал)
Ковънт Гардън е квартал в Лондон, на източния бряг на Уест Енд, между Чаринг Крос Роуд и Дъри Лейн. Той е свързан с бившия пазар на плодове и зеленчуци на централния площад, сега популярен търговски и туристически обект, както и с Кралската опера, известна като „Ковънт Гардън“. Районът е разделен на две от главна пътна артерия, на север от която се помещават независими магазини, а южно е централният площад с неговите улични изпълнители и повечето исторически сгради, театри и развлечения, включително Лондонският транспортен музей и Кралският театър на Дъри Лейн.
Районът е заселен за кратко през 7 век, когато се превръща в сърцето на англосаксонския търговски град Лунденвич, изоставен в края на 9 век. До 1200 година част от него е била оградена от Уестминстърското абатство за използване като обработваема земя и овощни градини. Посочва се като „градината на Абатството и манастира“, а по-късно и „Ковънт Гардън“, която е била завзета от Хенри VIII и предоставена на графа на Бедфорд през 1552 г. 4-ти граф поръчал на Иниго Джоунс да построи няколко хубави къщи, за да привлече богати наематели. Джоунс проектира италианския аркаден площад заедно с църквата „Свети Павел“. Дизайнът на площада е бил нов за Лондон и има значително влияние върху модерното градско планиране, действайки като прототип за нови имоти, докато Лондон нараства.
През 1654 г. в южната част на модерния площад се развива малък пазар за плодове и зеленчуци на открито. Постепенно, както пазарът, така и околният район си спечелват лоша слава, тъй като там се появяват таверни, театри, кафенета и публични домове. През 18 век вече е добре познат като район на червените фенери. Затова влиза в сила закон на Парламента, с който да се прилага контрол. Неокласическата сграда на Чарлс Фоулер е построена през 1830 г., за да покрие и подпомогне организирането на пазара. Пазарът нараства и се добавят допълнителни сгради. В края на 60-те години задръстванията създават проблеми, затова през 1974 г. пазарът се премества на около 5 километра югозападно. Централната сграда отново е отворена като търговски център през 1980 г. и сега е туристическо място, в което се намират кафенета, кръчми, малки магазини и занаятчийски пазар и други пазари.
Ковънт Гардън попада в лондонските райони Уестминстър и Камдън и парламентарните избирателни райони на градовете Лондон и Уестминстър, Холборн и Сан Панкрас. Районът се обслужва от линията Пикадили чрез метростанция Ковънт гардън от 1907 година насам.